# U-dualidade
Na física, mais especificamente na teoria das cordas, a U-dualidade (abreviação de dualidade unificada) é uma simetria da teoria das cordas ou teoria-M combinando transformações em S-dualidade e T-dualidade.